# Sejeren (1795)
Lo HDMS Sejeren è stato un vascello da 64 cannoni in servizio tra il 1796 e il 1807 nella Reale Marina dei Regni di Danimarca e Norvegia, e tra il 1807 e il 1815 nella Royal Navy britannica.

## Storia
Il vascello da 64 cannoni Sejeren, progettato dall'ingegnere navale Ernst Wilhelm Stibolt, venne impostato presso il cantiere navale di Copenaghen il 13 settembre 1793, e varato il 29 settembre 1795 entrò in servizio attivo nella Kongelige danske marine.  Nel 1801, al comando del kaptajn Ove Obelitz, faceva parte della divisione del Mediterraneo del commodoro Georg Albrecht Koefoed, insieme alle fregate Najaden, Havfruen e Freya e al brigantino Nidelven, schierata a protezione del traffico navale danese contro le incursioni dei pirati degli stati del Nord Africa, e non prese parte al breve conflitto contro la Gran Bretagna.
L'unità fu catturata dalla Royal Navy dopo la seconda battaglia di Copenaghen il 7 settembre 1807. Arrivata a Portsmouth il 19 dicembre dello stesso anno venne immessa in servizio come HMS Syeren. All'atto dell'entrata in servizio l'armamento era composto da 26 cannoni da 24 libbre, 26 da 18 libbre, 6 da 9 libbre, e 8 carronate da 24 libbre.  La sua ridenominazione con il nome di HMS Behemoth fu cancellata nel 1809. Prestò servizio come nave guardaporto venendo radiato il 1 settembre 1814, e venduto per la demolizione alla cifra di 3.000 sterline. Fu però mantenuto in servizio e venduto nuovamente il 23 novembre 1815 per la cifra di 1.000 sterline.  Fu subito demolito.

### Fonti
1. 1 2 3 4 5  Lyon, Winfield 2004, p. 50.
2. 1 2  Tree Decks.
3. 1 2 3 4 5  Tree Decks.
4. ↑  Hansen 1980, p. 113.
5. ↑  Feldbæk 2002, p. 67.